# Turnu Ruieni
Turnu Ruieni è un comune della Romania di 3581 abitanti, ubicato nel distretto di Caraș-Severin, nella regione storica del Banato.
Il comune è formato dall'unione di sei villaggi:  Borlova, Cicleni, Dalci, Turnu Ruieni, Zervești, Zlagna.